# Ludovico Lipparini
Lodovico Lipparini (né le 17 février 1802 à Bologne et mort le 19 mars 1856  à Venise) est un peintre italien du XIXe siècle,

## Biographie
Il eut pour maîtres Liberale Cozza et Teodoro Matteini dont il épouse la fille.
Il occupe en 1831 la chaire d'"Éléments figurés" de l'Académie, avant de passer à celle, plus prestigieuse de "Peinture".
À partir de 1845 il est lancé dans la voie du romantisme historique, domaine dans lequel Hayez travaille alors depuis quelque temps.
Antonio Zòna est l'un de ses élèves.

## Œuvre
- Portrait du comte Leopoldo Cicognara (1825), huile sur toile, 118 × 93 cm, Gallerie dell'Accademia de Venise
- Portrait du cardinal Giacomo Giustiniani (1826-1832), huile sur toile, 240 × 165 cm, Diocèse d'Imola[4]
- Adieu (1835-1850), huile sur toile, 132 × 202 cm, Musée d'Art moderne et contemporain de Trente et Rovereto
- La Mort de Lambro Zavella (1840), huile sur toile, 220 × 170 cm, Collection privée[5]
- Vettor Pisani reçoit la Sainte Communion avant de prendre le commandement d'une expédition contre les Génois (1852), huile sur toile, 159 × 222 cm, Palais du Belvédère (Vienne)Musée du Belvédère

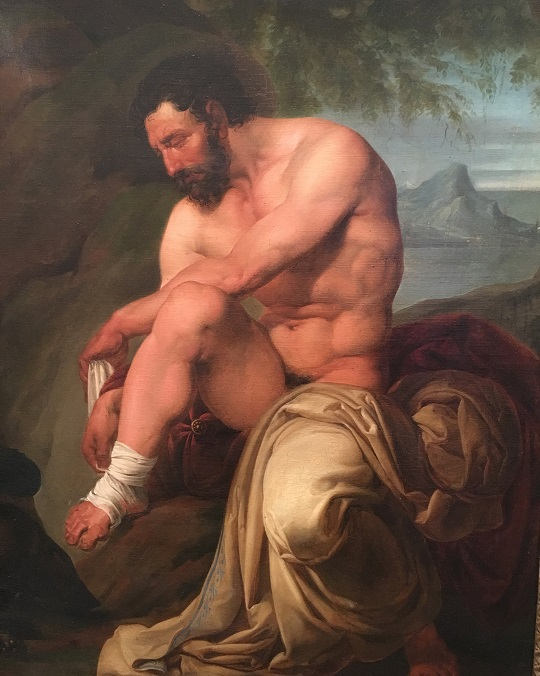
Philoctète blessé (1820) collection privée, Venise
Leopoldo Cicognara (1825) Gallerie dell'Accademia de Venise
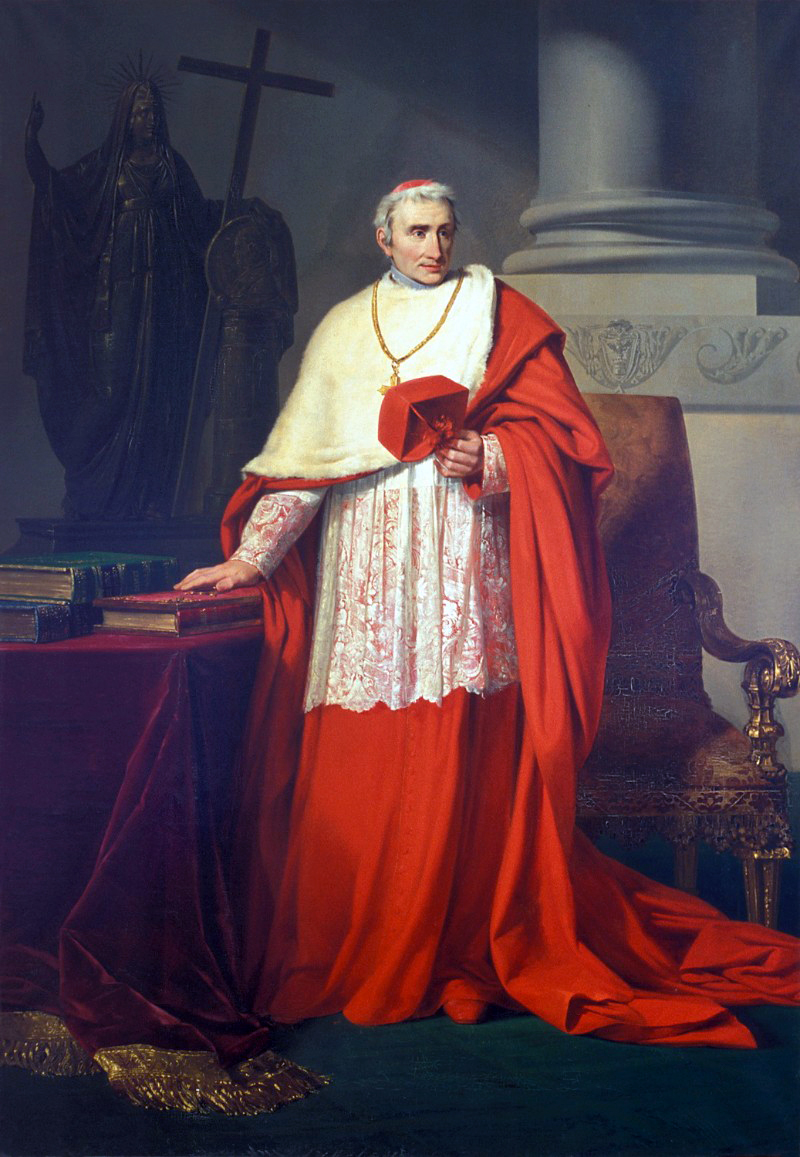
Cardinal Giacomo Giustiniani (1826-1832) Diocèse d'Imola
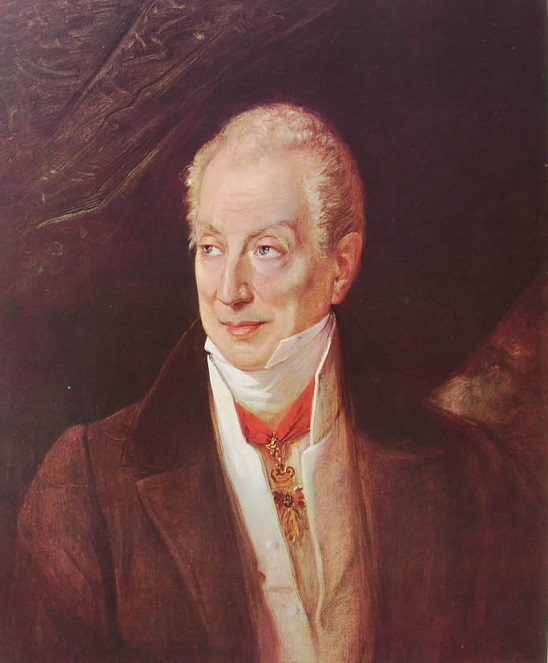
Prince de Metternich (vers 1830) Palazzo Treves, Venise
Adieu (1835-1850) Musée de Trente
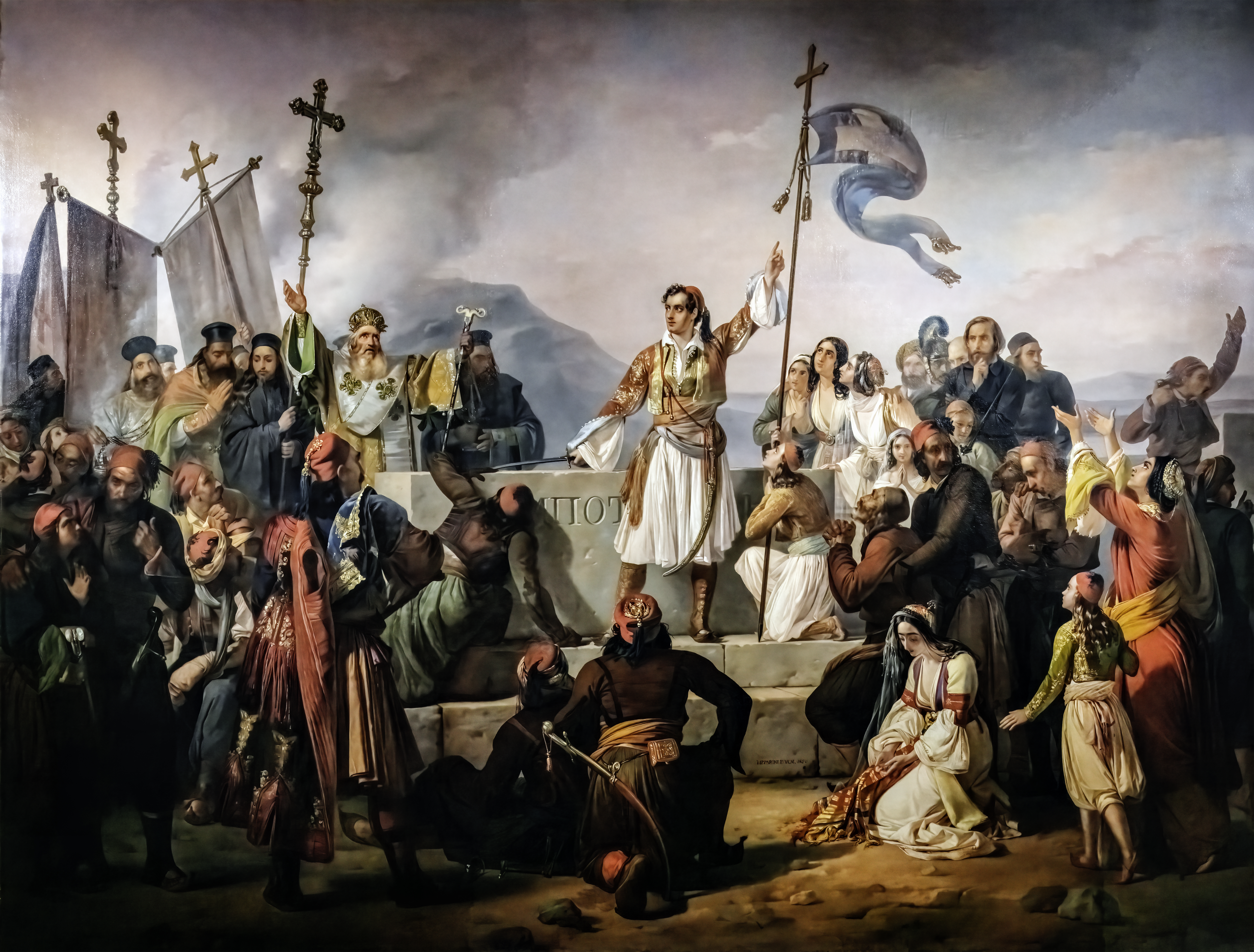
Lord Byron jure sur la tombe de Markos Botsaris (1850) Trévise Museo civico Luigi Bailo
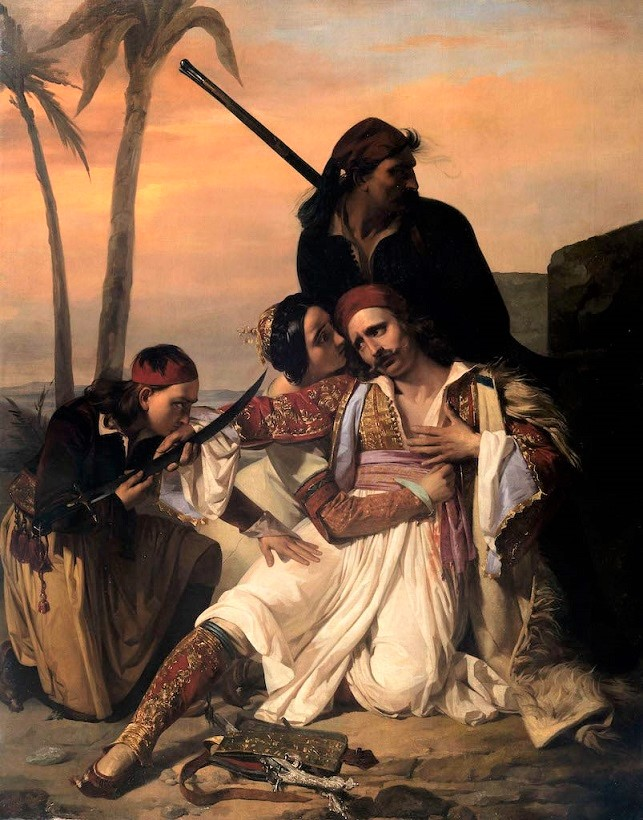
La Mort de Lambro Zavella (1840) Collection privée
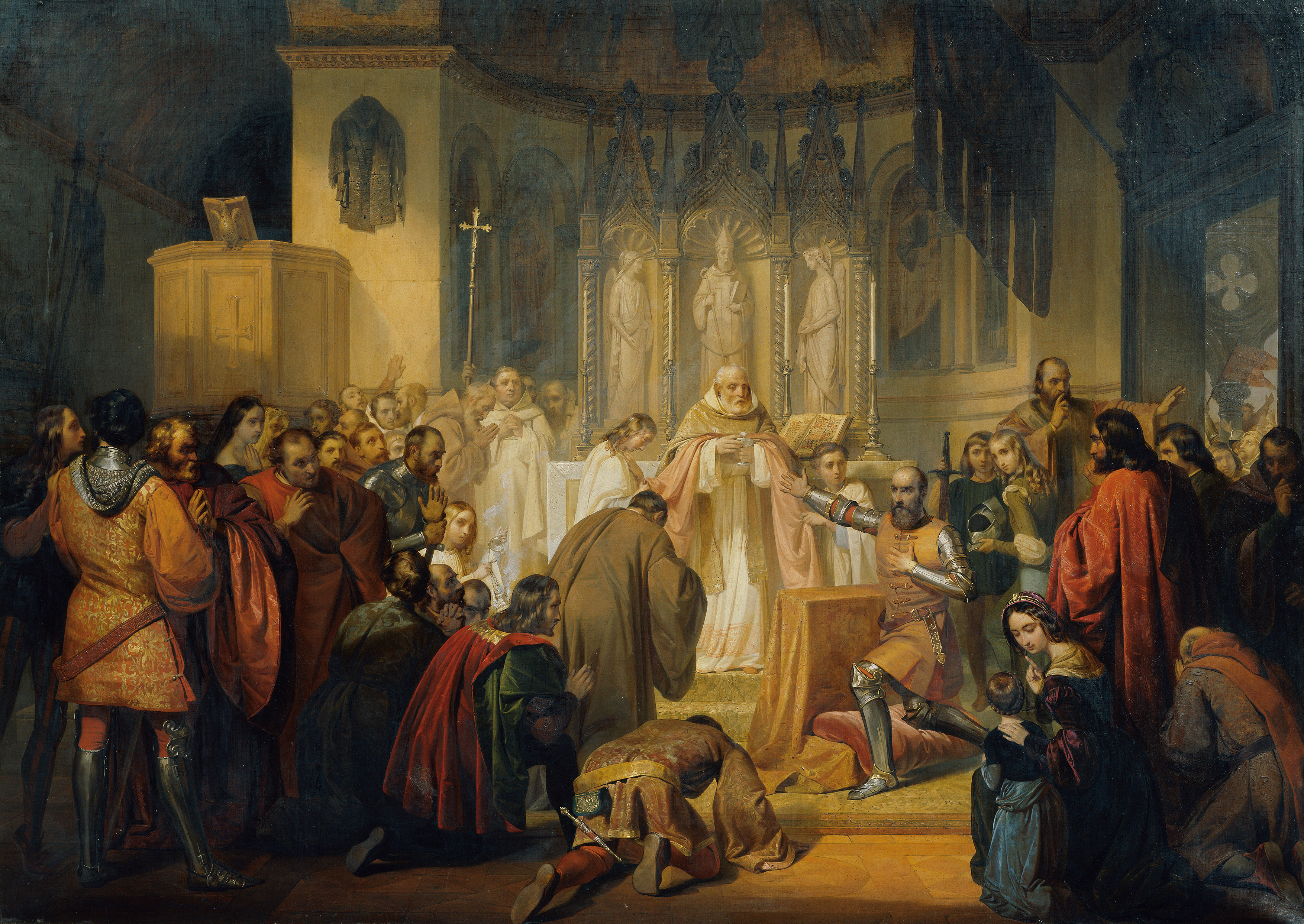
Vettor Pisani reçoit la Communion (1852) Palais du Belvédère (Vienne)
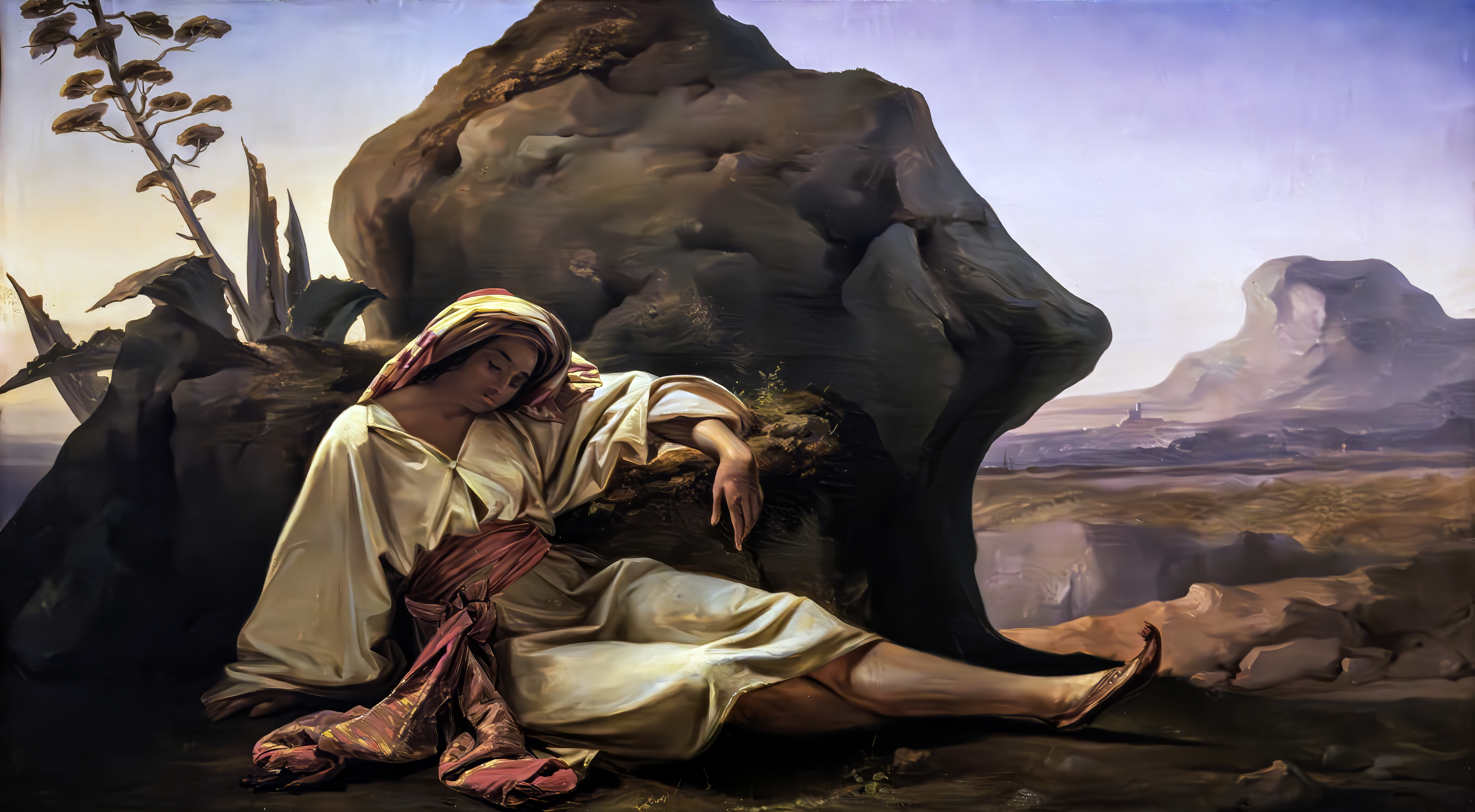
Une bédouine (1854) Trévise Museo civico Luigi Bailo